# Agrati (motocicleta)
Agrati va ser una empresa italiana fabricant de motocicletes amb seu a Cortenuova di Monticello Brianza (província de Lecco). El 1961 va absorbir Garelli i va crear el grup Agrati-Garelli, el qual va estar en actiu fins al 2012.

## Història

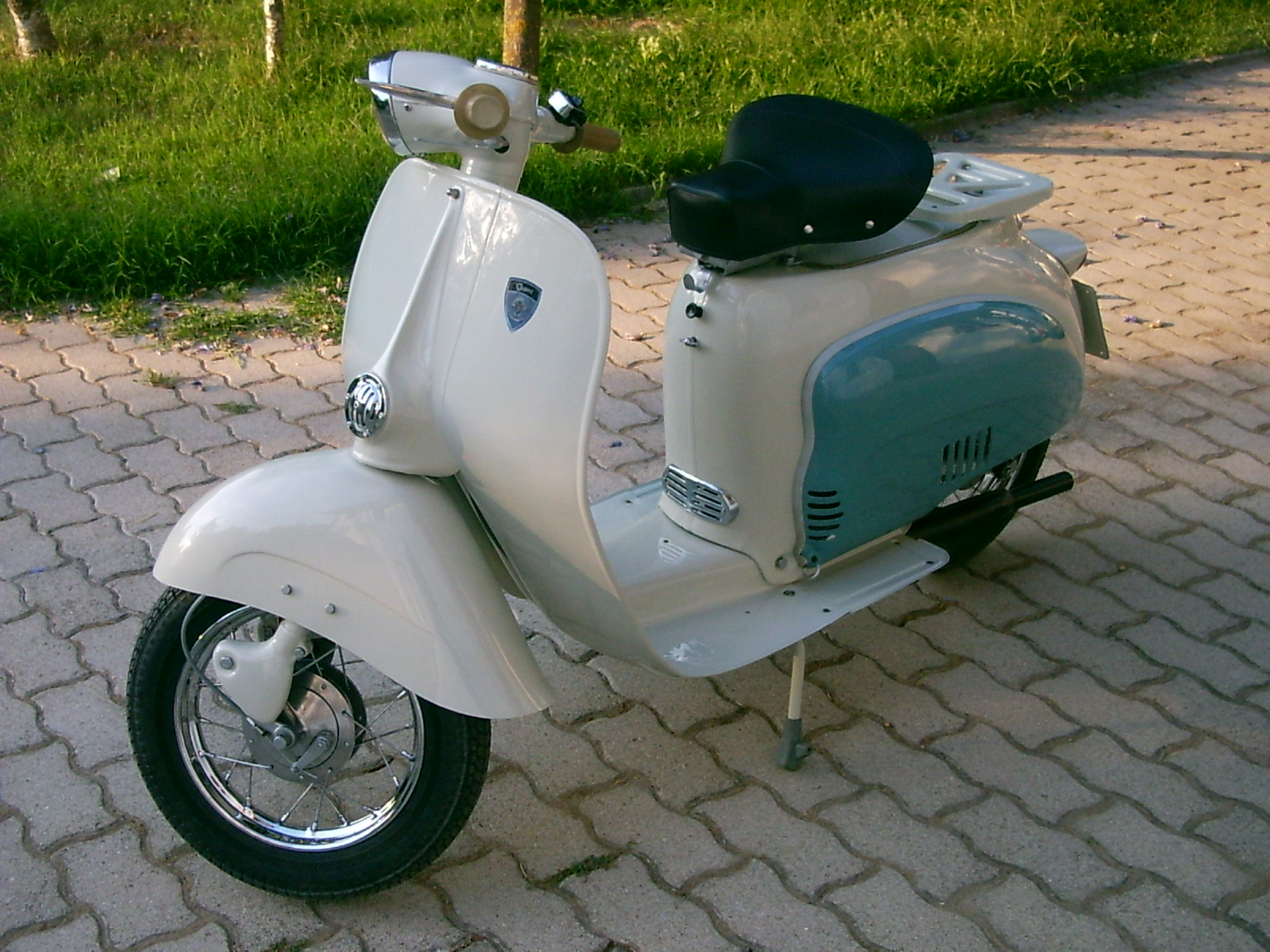
Escúter Capri 70cc de 1959

Agrati tenia els seus orígens al segle XIX, quan Antonio Agrati va fundar una empresa a Cortenuova dedicada a la forja de metalls i eines agrícoles. Al tombant de segle va lliurar les regnes de l'empresa als seus fills Clodoveo, Luigi i Mario. Entre 1918 i 1919, els Agrati van produir motors elèctrics i a començaments de la dècada del 1920 van ampliar el seu negoci per a fabricar peces mecàniques per a bicicletes.
El 1924, arran de la prematura mort dels tres germans, l'empresa, que ja comptava amb una trentena de treballadors, va passar a mans de Carlo Agrati, aleshores de només setze anys, qui amb l'ajuda de la seva família va ampliar encara més el seu abast amb la producció de peces de xassís. Amb l'esclat de la Segona Guerra Mundial, el petit taller de Cortenuova es va adaptar també a la producció de guerra, però tan bon punt va acabar el conflicte va tornar al sector de la bicicleta. El 1955 va iniciar una fructífera col·laboració amb la Garelli de Sesto San Giovanni per a produir quadres de bicicleta per a ser equipats després amb el motor auxiliar Mosquito i, més tard, per al muntatge de la bicicleta motoritzada sencera.
El 1958 es va iniciar l'estudi d'un vehicle propi, que va prendre la forma d'escúter amb el nom de "Capri", seguit el 1960 pel "Como" i el ciclomotor "Capri Turismo De Lux". El 1961, després d'una etapa de dificultats per a Garelli, la família Agrati va comprar l'empresa i ambdues es van fusionar, convertint-se en un important pol industrial. La marca Agrati es va fer sevir fins a finals de la dècada del 1960 per a la producció dels models Capri i Como, mentre que l'activitat del grup continuà amb la marca Garelli per a altres produccions fins al 1991, any en què va tancar la planta de Cortenuova.